# Silvestras Žukauskas

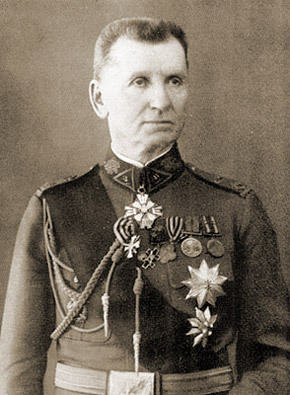
General
Silvestras Žukauskas

Silvestras Žukauskas (31 de dezembro de 1860 — 26 de novembro de 1937) foi general do Império Russo e da Lituânia independente.
Žukauskas graduou-se pelo Ginásio de Marijampolė e ingressou na cavalaria do Império Russo em 1881. Participou da Guerra Russo-Japonesa e da defesa da cidade de Šiauliai na Primeira Guerra Mundial.
Retornou à Lituânia em 1918, onde organizou as Forças Armadas e a defesa contra os bolcheviques. Também foi chefe do Estado-Maior e comandante supremo do Exército Lituano.